# Exploração da Austrália
A Exploração da Austrália aconteceu em diversas ondas de navegadores e exploradores. Apesar de ser dado a James Cook, o título de primeiro europeu a chegar ao país, em 1770. Mas 170 anos antes já havia documentos relatando o novo continente. A exploração não acabou com a chegada e posse de Cook, os exploradores de terra e mar continuaram a se aventurar pela nova colónia
Burke e Wills são bem conhecidos pela tentativa de atravessar o interior da Austrália, mas outros exploradores como Hamilton Hume e Charles Sturt também se tornaram notáveis.

## Explorações
Por diversos anos, os planos de avançar para o oeste a expansão foi impedido pela Cordilheira Australiana, uma grande cadeia de montanhas no costa leste que vai da divisa Queensland-Nova Gales do Sul até a costa sul. A parte da Cordilheira próxima a Sydney se chama Montanhas Azuis. O Governador Philip Gidley King declarou que elas seriam intransponíveis, mas apesar disso, Gregory Blaxland liderou uma expedição que a atravessou em 1813. Ele foi acompanhado por William Lawson, William Wentworth e quatro empregados. Essa viagem iniciou um período de diversas expedições pelo interior.

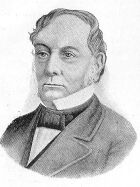
Hamilton Hume

Em 1824, o Governador Thomas Brisbane pediu a Hamilton Hume e William Hovell para viajarem da estação de Hume (perto de onde hoje fica Canberra) até o Golfo Spencer (onde hoje fica Adelaide). O Governador não ofereceu patrocínio do governo. Hume e Hovell decidiram que Western Port era uma meta mais realista, eles rumaram com mais seis homens. Após descobrirem e atravessarem o Rio Murrumbidgee e o Rio Murray, eles chegarem aonde hoje está Geelong, um pouco a oeste do destino intencional.
Em 1829-30, Charles Sturt partiu em uma expedição similar a que Hume e Hovell haviam recusado uma viagem até a foz do Rio Murray. Eles seguiram o Rio Murrumbidgee até encontrarem o Murray. Eles descobriram que como os rios Darling, Macquarie, Murray e Murrumbidgee fluiam todos para oeste, esperava-se haver um mar interior. A busca por um mar interior era inspiração para as primeiras explorações que cruzaram a Cordilheira Australiana. A expedição de Charles Sturt desvendou o mistério: os rios corriam para oeste em direção a costa sul. A descoberta levou a criação de assentamentos na foz do Murray, e abertura da Austrália do Sul.
Thomas Mitchell, o Pesquisador-Geral de Nova Gales do Sul, fez uma descoberta significante em 1836. Ele liderou uma expedição ao longo do Rio Lachlan, abaixo do Murray. Mitchell então percorreu e mapeou a costa sul onde hoje é o oeste de Victoria. Alcançou a costa da Baía de Portland, onde achou um pequeno assentamento. O assentamento tinha sido estabelecido pela família Henty, que havia cruzado o Estreito de Bass da Tasmânia em 1834, sem conhecimento das autoridades.
Talvez os mais conhecidos exploradores foram Robert O'Hara Burke e William John Wills que em 1860-61 lideraram uma bem equipada expedição de Melbourne até o Golfo de Carpentária. Devido à extrema falta de sorte e pobre liderança, Burke e Wills morreram no caminho de volta.

## Expedições (em ordem cronológica)
| Quando    | Quem                                                                   | Onde |
| --------- | ---------------------------------------------------------------------- | --- |
| 1804      | William Paterson                                                       | Port Dalrymple, Rio Tamar, Rio North Esk (Tasmânia)                                                                                                |
| 1813      | Blaxland, Wentworth, and Lawson                                        | De Sydney através da Cordilheira Australiana via Montanhas Azuis; primeira penetração no interior de Nova Gales do Sul                             |
| 1817-1818 | John Oxley                                                             | Interior de New South Wales; descobriu o Rio Lachlan e Rio Macquarie                                                                               |
| 1824      | Expedição Hume e Hovell                                                | Sydney para Geelong; descobriram o Rio Murray |
| 1828      | Charles Sturt e Hamilton Hume                                          | Área do Rio Macquarie; descobriram o Rio Darling                                                                                                   |
| 1829      | Charles Sturt                                                          | Ao longo do Rio Murrumbidgee; encontrou e deu nome ao Rio Murray, e determinou que os rios que corriam para oeste pertenciam à Bacia do Rio Murray |
| 1830      | John Molloy                                                            | Rio Blackwood, Austrália Ocidental |
| 1830-1834 | Alfred e John Bussell                                                  | Rio Blackwood, Austrália Ocidental |
| 1831      | Robert Dale e George Fletcher Moore                                    | Rio Avon área na Austrália Ocidental |
| 1834      | Frederick Ludlow                                                       | Augusta para Perth; descobriu o Rio Capel |
| 1834-1836 | George Fletcher Moore                                                  | Rio Avon and Rio Swan; descobrirou que são o mesmo rio; descobriu ricas terras para pastoreio próximo ao Rio Moore                                 |
| 1839-1841 | Edward John Eyre                                                       | Cordilheiras Flinders e Planície de Nullarbor |
| 1840      | Paweł Edmund Strzelecki                                                | Escalou e deu nome ao Monte Kosciuszko, Nova Gales do Sul                                                                                          |
| 1840      | Patrick Leslie                                                         | Rio Condamine, Nova Gales do Sul |
| 1840-1842 | Clement Hodgkinson                                                     | De Port Macquarie à Baía Moreton |
| 1844      | Charles Sturt                                                          | Noroeste de Nova Gales do Sul e nordeste da Austrália do Sul; descobriu e deu nome ao Deserto de Simpson                                           |
| 1847      | Anthony O'Grady Lefroy e Alfred Durlacher                              | Gingin, Austrália Ocidental |
| 1854      | Robert Austin e Kenneth Brown                                          | Geraldton, Monte Magnet, Rio Murchison (Austrália Ocidental)                                                                                       |
| 1858-1860 | John McDouall Stuart                                                   | Noroeste da Austrália do Sul; descobriu fontes de água; descobriu e deu nome ao Rio Finke, Cordilheiras MacDonnell, Tennant Creek                  |
| 1860      | Expedição de Burke e Wills com Robert O'Hara Burke, William John Wills | De Broken Hill ao Golfo de Carpentária (travessia de sul para o norte); determinaram a não existência do mar interior                              |
| 1897      | Frank Hann                                                             | Pilbara na Austrália Ocidental; deu nome ao Lago Disappointment                                                                                    |